# Yoshikatsu Kawaguchi
Yoshikatsu Kawaguchi (川口能活 Kawaguchi Yoshikatsu?), (n. 15 august 1975 în Fuji, prefectura Shizuoka) este un fotbalist japonez, fost căpitan al echipei naționale de fotbal a Japoniei.